# Jacob de Haan (componist)
Jacob de Haan (Heerenveen, 28 maart 1959) is een hedendaags Nederlands componist.

## Levensloop
Jacob de Haan voltooide zijn orgelstudie aan het Stedelijk Conservatorium te Leeuwarden bij Jos van der Kooy en studeerde daar tevens af op het hoofdvak schoolmuziek.
Na zijn studie was hij onder meer hoofddocent arrangeren op het Leeuwarder Conservatorium en leraar muziek aan de RSG Simon Vestdijk te Harlingen. Sinds de jaren negentig werkt hij zelfstandig als componist en treedt ook op als (gast-)dirigent, met name voor eigen werken. 
Jacob de Haan geniet vooral bekendheid vanwege zijn werken binnen de symfonische blaasmuziek en de koormuziek. Zijn muziek wordt uitgegeven door uitgever De Haske Publications (Heerenveen) en sinds 2008 Hal Leonard Corporation (Milwaukee). Daarbij is niet alleen sprake van eigen composities maar ook van arrangementen.
In 2003 ontving hij een prijs voor zijn gehele oeuvre uit handen van Omrop Fryslân.
In 2018 ontving De Haan de Classical Buma Award tijdens de jaarlijks gehouden Buma Awards in Amsterdam.
Zijn composities, die veelal in opdracht ontstaan, worden over de gehele wereld uitgevoerd. Een deel van zijn oeuvre bestaat uit werken, die een filmmuziekachtige combinaties van stijlen laat horen. Voor koor schreef hij een viertal missen, Missa Katharina voor gemengd koor, sopraan en symfonisch blaasorkest leverde hem een prijs op in een compositiewedstrijd. Het mocht zich verheugen in uitvoeringen in diverse kerken waaronder de Sint-Pietersbasiliek in Rome en de Dom in Keulen.
Ook componeert De Haan voor zangsolisten in combinatie met symfonisch blaasorkest. Voor mezzosopraan, bariton, verteller en symfonisch blaasorkest componeerde hij zijn Markus-Passion. Andere voorbeelden zijn de toonzettingen op gedichten van onder anderen Hermann Hesse.